# Gobiinae
Sous-famille
Les Gobiinae sont une sous-famille de la famille des Gobiidae, regroupant certaines espèces de poissons appelés gobies.

## Biologie
Ces gobies sont essentiellement des poissons de petite taille à cycle biologique rapide : ils grandissent vite mais s'arrêtent tôt, et se reproduisent rapidement (environ 7 générations par an). Ils peuvent ainsi vivre en très grande densité dans les récifs de corail (facilement plus de 100 par mètre carré), où ils constituent l'alimentation de base d'un grand nombre de poissons, constituant jusqu'à 60% de la biomasse de poisson consommée par les prédateurs. 

## Liste des genres
Selon World Register of Marine Species (24 décembre 2023) :
- genre Acentrogobius Bleeker, 1874
- genre Afurcagobius Gill, 1993
- genre Akko Birdsong & Robins, 1995
- genre Amblyeleotris Bleeker, 1874
- genre Amblygobius Bleeker, 1874
- genre Amoya Herre, 1927

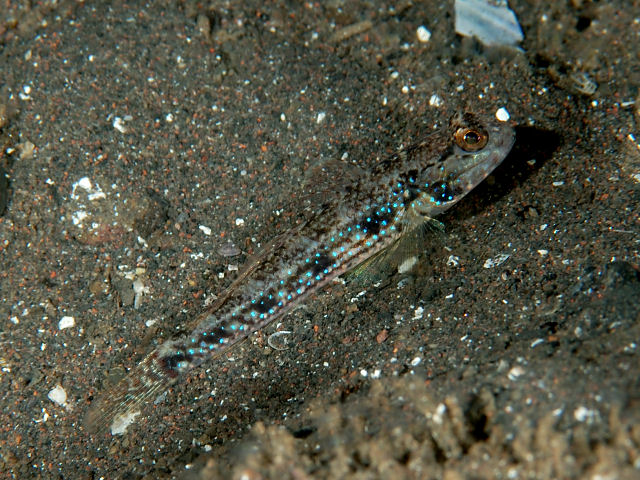
Acentrogobius pflaumii

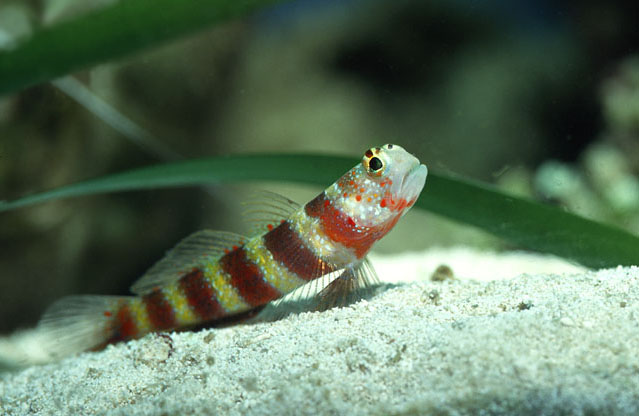
Amblyeleotris wheeleri

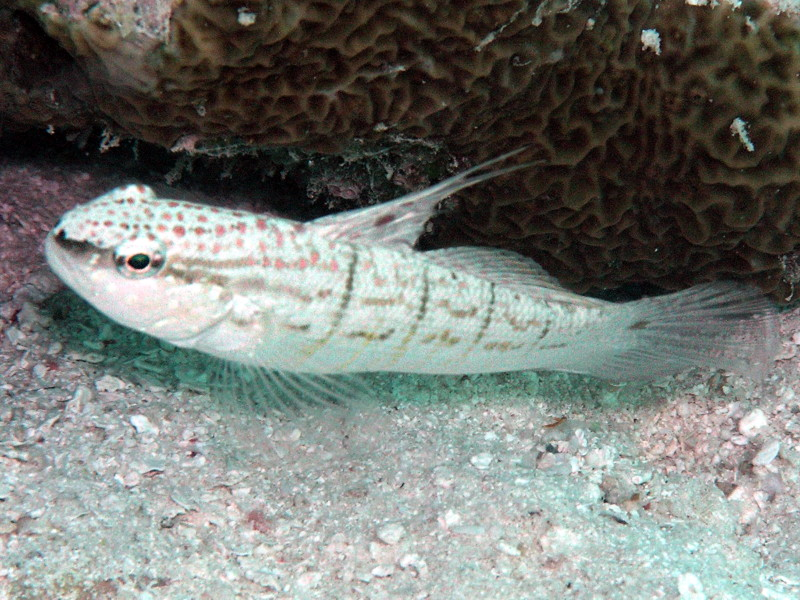
Amblygobius phalaena

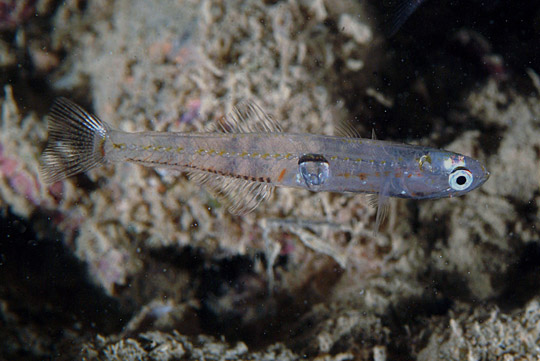
Aphia minuta

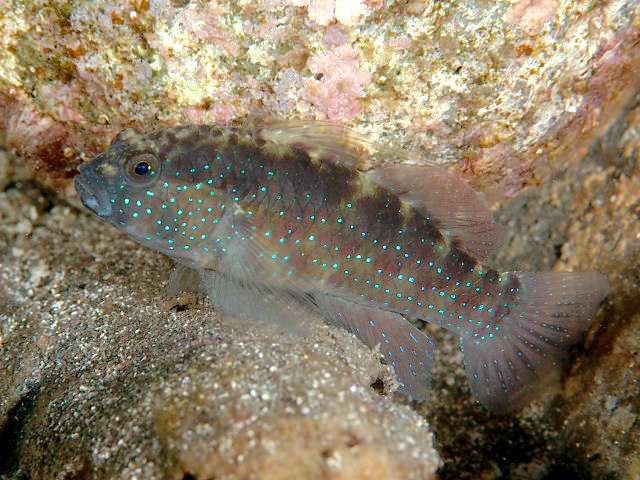
Asterropteryx semipunctata

- genre Ancistrogobius Shibukawa, Yoshino & Allen, 2010
- genre Antilligobius Van Tassell & Tornabene, 2012
- genre Aphia Risso, 1827
- genre Arcygobius Larson & Wright, 2003
- genre Arenigobius Whitley, 1930
- genre Aruma Ginsburg, 1933
- genre Asra
- genre Asterropteryx Rüppell, 1830
- genre Aulopareia Smith, 1945
- genre Austrolethops Whitley, 1935
- genre Bakka Iljin, 1927
- genre Barbulifer Eigenmann & Eigenmann, 1888
- genre Barbuligobius Lachner & McKinney, 1974
- genre Bathygobius Bleeker, 1878
- genre Benthophiloides Beling & Iljin, 1927
- genre Benthophilus Eichwald, 1831
- genre Bollmannia Jordan, 1890
- genre Bryaninops Smith, 1959
- genre Buenia Iljin, 1930
- genre Cabillus Smith, 1959
- genre Caffrogobius Smitt, 1900
- genre Callogobius Bleeker, 1874
- genre Carrigobius Van Tassell, Tornabene & Gilmore, 2016
- genre Caspiosoma Iljin, 1927
- genre Cerogobius Kovačić, Bogorodsky, Troyer & Tornabene, 2019
- genre Chriolepis Gilbert, 1892
- genre Chromogobius de Buen, 1930
- genre Corcyrogobius Miller, 1972
- genre Coryogalops Smith, 1958
- genre Coryphopterus Gill, 1863
- genre Cristatogobius Herre, 1927
- genre Croilia Smith, 1955
- genre Cryptocentroides Popta, 1922
- genre Cryptocentrus Valenciennes, 1837
- genre Cryptopsilotris Van Tassell, Tornabene & Gilmore, 2016
- genre Crystallogobius Gill, 1863
- genre Ctenogobiops Smith, 1959
- genre Deltentosteus Gill, 1863
- genre Didogobius Miller, 1966
- genre Discordipinna Hoese & Fourmanoir, 1978
- genre Drombus Jordan & Seale, 1905
- genre Ebomegobius Herre, 1946
- genre Echinogobius Iwata, Hosoya & Niimura, 1998
- genre Egglestonichthys Miller & Wongrat, 1979
- genre Ego Randall, 1994
- genre Elacatinus Jordan, 1904
- genre Eleotrica Ginsburg, 1933
- genre Enypnias
- genre Evermannia Jordan, 1895
- genre Evermannichthys Metzelaar, 1919
- genre Eviota Jenkins, 1903
- genre Exyrias Jordan & Seale, 1906
- genre Favonigobius Whitley, 1930
- genre Feia Smith, 1959
- genre Fusigobius Whitley, 1930
- genre Gammogobius Bath, 1971
- genre Ginsburgellus Böhlke & Robins, 1968
- genre Gladiogobius Herre, 1933
- genre Glossogobius Gill, 1859
- genre Gobiodon Bleeker, 1856
- genre Gobiopsis Steindachner, 1861
- genre Gobiosoma Girard, 1858
- genre Gobius Linnaeus, 1758
- genre Gobiusculus Duncker, 1928
- genre Gobulus Ginsburg, 1933
- genre Gorogobius Miller, 1978
- genre Grallenia Shibukawa & Iwata, 2007
- genre Gymneleotris Bleeker, 1874
- genre Gymnesigobius Kovačić, Ordines, Ramirez-Amaro & Schliewen, 2019
- genre Hazeus Jordan & Snyder, 1901
- genre Hetereleotris Bleeker, 1874
- genre Heterogobius Bleeker, 1874
- genre Heteroplopomus Tomiyama, 1936
- genre Hyrcanogobius Iljin, 1928
- genre Istigobius Whitley, 1932
- genre Kelloggella Jordan & Seale, 1905
- genre Koumansetta Whitley, 1940
- genre Larsonella Randall & Senou, 2001
- genre Lebetus Winther, 1877
- genre Lesueurigobius Whitley, 1950
- genre Lobulogobius Koumans, 1944
- genre Lophogobius Gill, 1862
- genre Lotilia Klausewitz, 1960
- genre Lubricogobius Tanaka, 1915
- genre Luposicya Smith, 1959
- genre Lythrypnus Jordan & Evermann, 1896
- genre Macrodontogobius Herre, 1936
- genre Mahidolia Smith, 1932
- genre Mangarinus Herre, 1943
- genre Mauligobius Miller, 1984
- genre Mesogobius Bleeker, 1874
- genre Microgobius Poey, 1876
- genre Millerigobius Bath, 1973
- genre Minysicya Larson, 2002
- genre Myersina Herre, 1934
- genre Nematogobius Boulenger, 1910
- genre Neogobius Iljin, 1927
- genre Nes Ginsburg, 1933
- genre Obliquogobius Koumans, 1941
- genre Odondebuenia de Buen, 1930
- genre Ophiogobius Gill, 1863
- genre Oplopomops Smith, 1959
- genre Oplopomus Valenciennes, 1837
- genre Opua Jordan, 1925
- genre Paedovaricus Van Tassell, Tornabene & Gilmore, 2016
- genre Palatogobius Gilbert, 1971
- genre Palutrus Smith, 1959
- genre Parachaeturichthys Bleeker, 1874
- genre Paragobiodon Bleeker, 1873
- genre Paratrimma Hoese & Brothers, 1976
- genre Pariah Böhlke, 1969
- genre Parkraemeria Whitley, 1951
- genre Parrella Ginsburg, 1938
- genre Pascua (en) Randall, 2005
- genre Pennatuleviota Prokofiev, 2007
- genre Phoxacromion Shibukawa, Suzuki & Senou, 2010
- genre Phyllogobius Larson, 1986
- genre Pinnichthys Van Tassell, 2016
- genre Platygobiopsis Springer & Randall, 1992
- genre Pleurosicya Weber, 1913
- genre Pomatoschistus Gill, 1863
- genre Ponticola Iljin, 1927
- genre Porogobius Bleeker, 1874
- genre Priolepis Valenciennes, 1837
- genre Proterorhinus Smitt, 1900
- genre Psammogobius Smith, 1935
- genre Pseudaphya Iljin, 1930
- genre Psilogobius Baldwin, 1972
- genre Psilotris Ginsburg, 1953
- genre Pycnomma Rutter, 1904
- genre Rhinogobiops Hubbs, 1926
- genre Risor Ginsburg, 1933
- genre Robinsichthys Birdsong, 1988
- genre Signigobius Hoese & Allen, 1977
- genre Silhouettea Smith, 1959
- genre Siphonogobius Shibukawa & Iwata, 1998
- genre Speleogobius Zander & Jelinek, 1976
- genre Stonogobiops Polunin & Lubbock, 1977
- genre Sueviota Winterbottom & Hoese, 1988
- genre Sufflogobius Smith, 1956
- genre Thorogobius Miller, 1969
- genre Tigrigobius Fowler, 1931
- genre Tomiyamichthys Smith, 1956
- genre Trimma Jordan & Seale, 1906
- genre Trimmatom Winterbottom & Emery, 1981
- genre Tryssogobius Larson & Hoese, 2001
- genre Valenciennea Bleeker, 1856
- genre Vanderhorstia Smith, 1949
- genre Vanneaugobius Brownell, 1978
- genre Varicus Robins & Böhlke, 1961
- genre Vomerogobius Gilbert, 1971
- genre Wheelerigobius Miller, 1981
- genre Yoga Whitley, 1954
- genre Yongeichthys Whitley, 1932
- genre Zebrus de Buen, 1930
- genre Zosterisessor Whitley, 1935

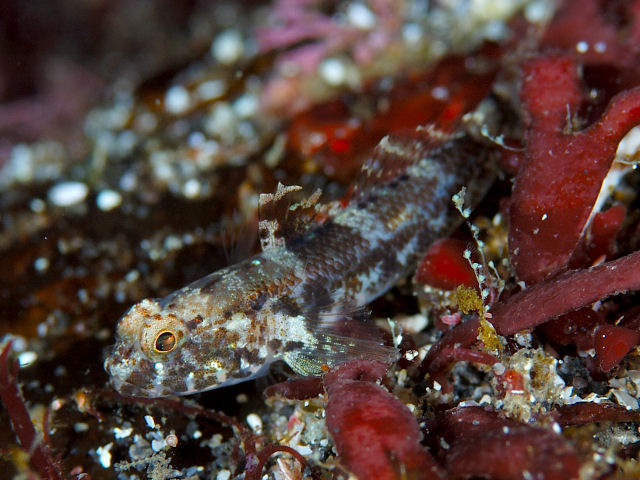
Bathygobius hongkongensis
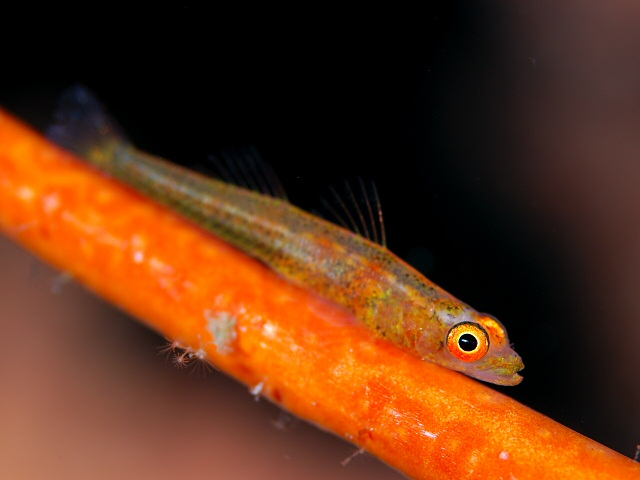
Bryaninops amplus
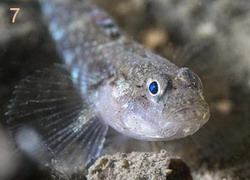
Buenia affinis
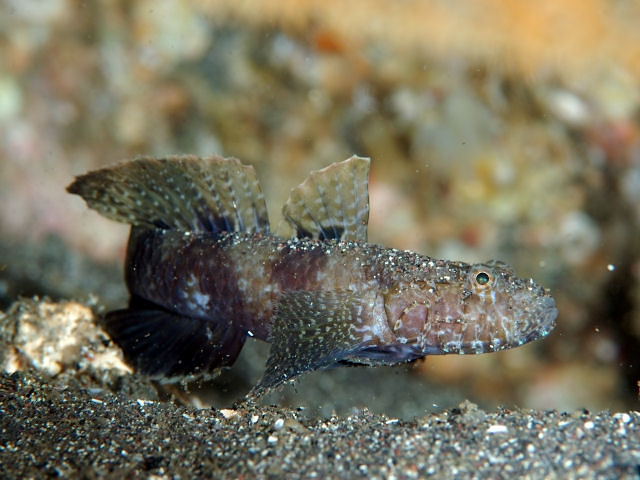
Callogobius snelliusi
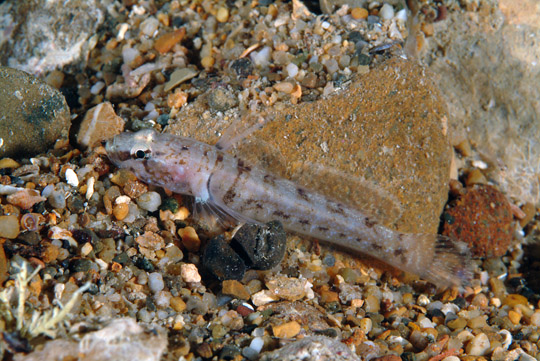
Chromogobius zebratus
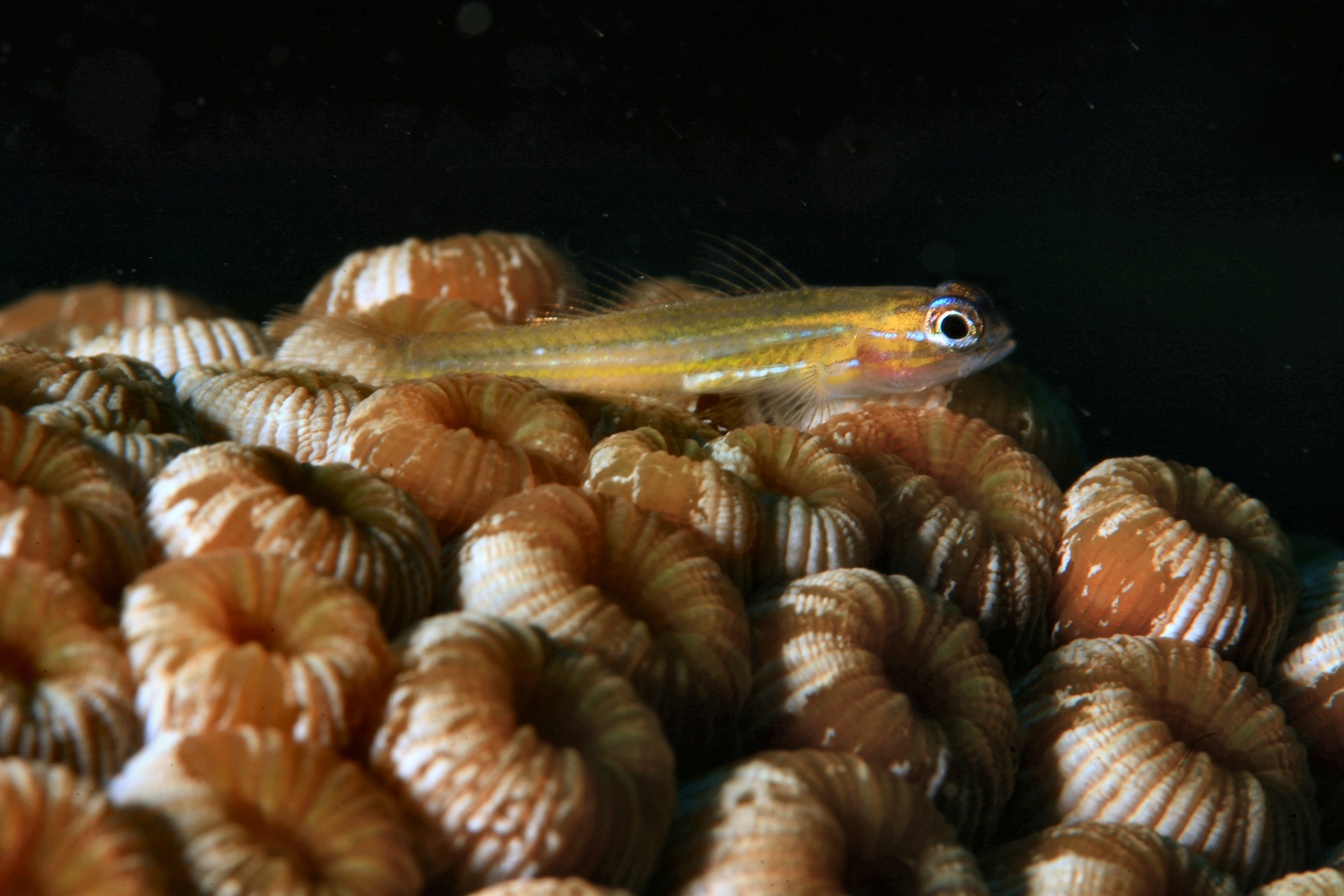
Coryphopterus lipernes
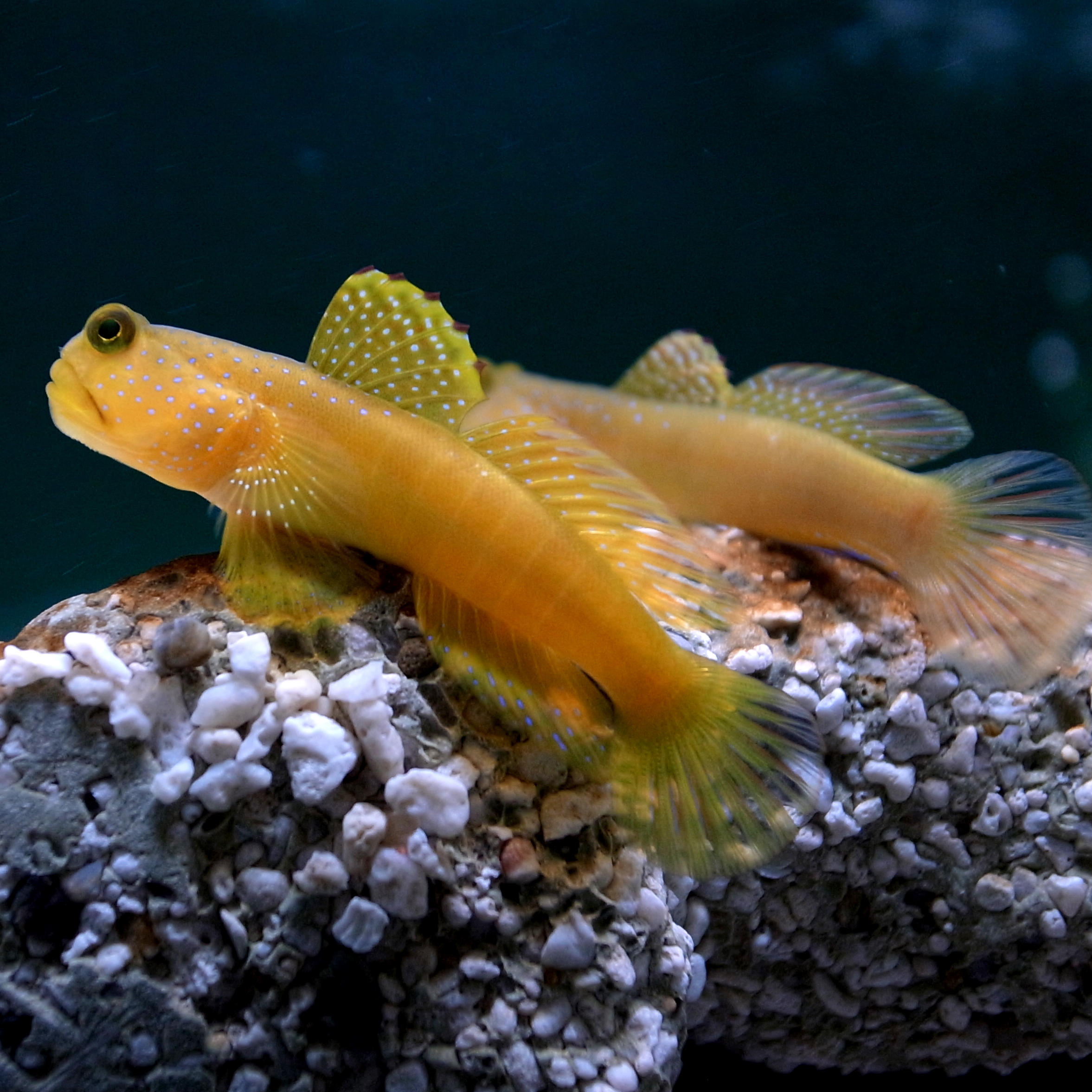
Cryptocentrus cinctus
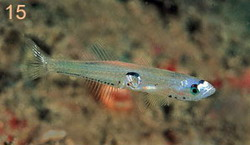
Crystallogobius linearis
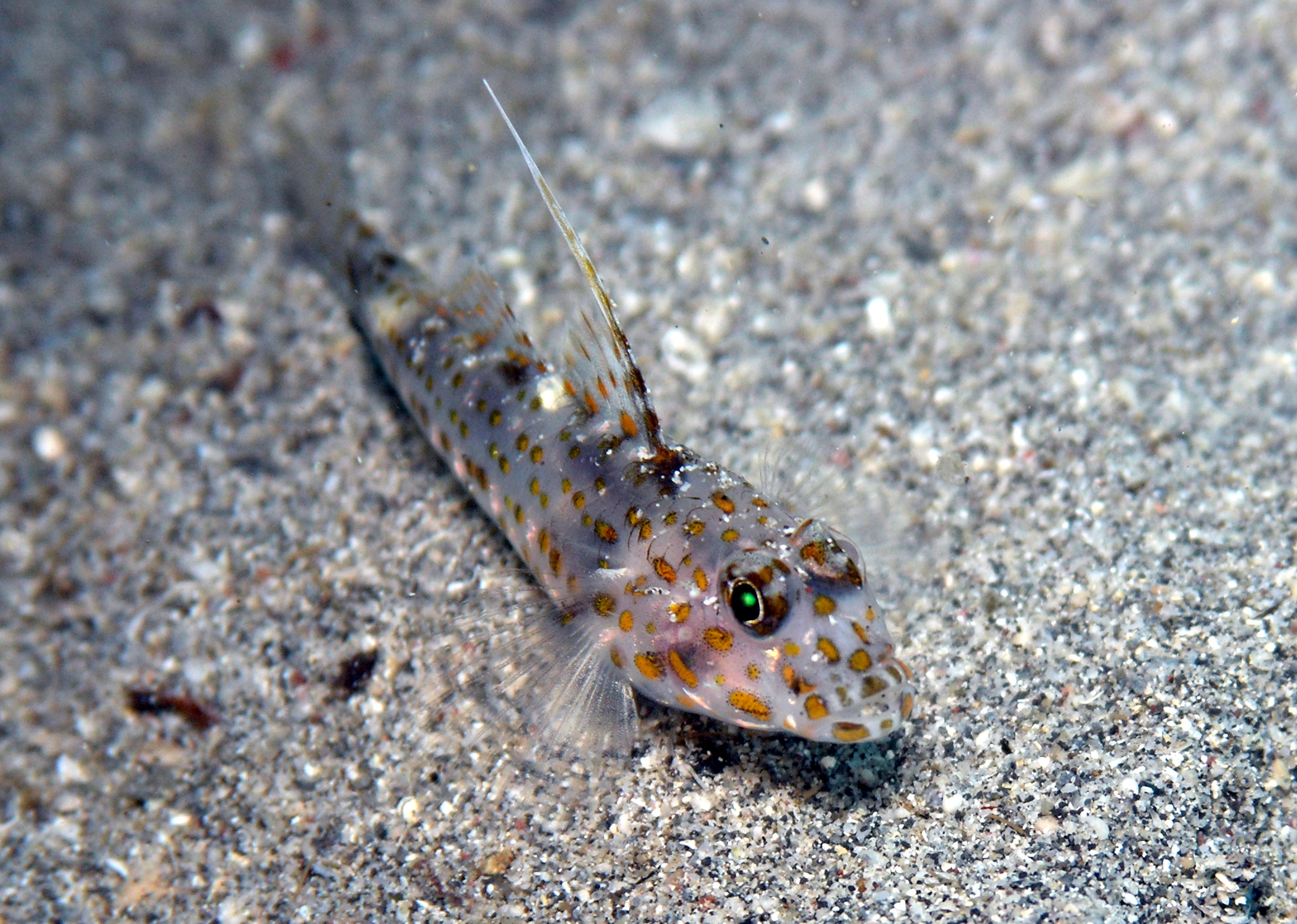
Ctenogobiops tangaroai
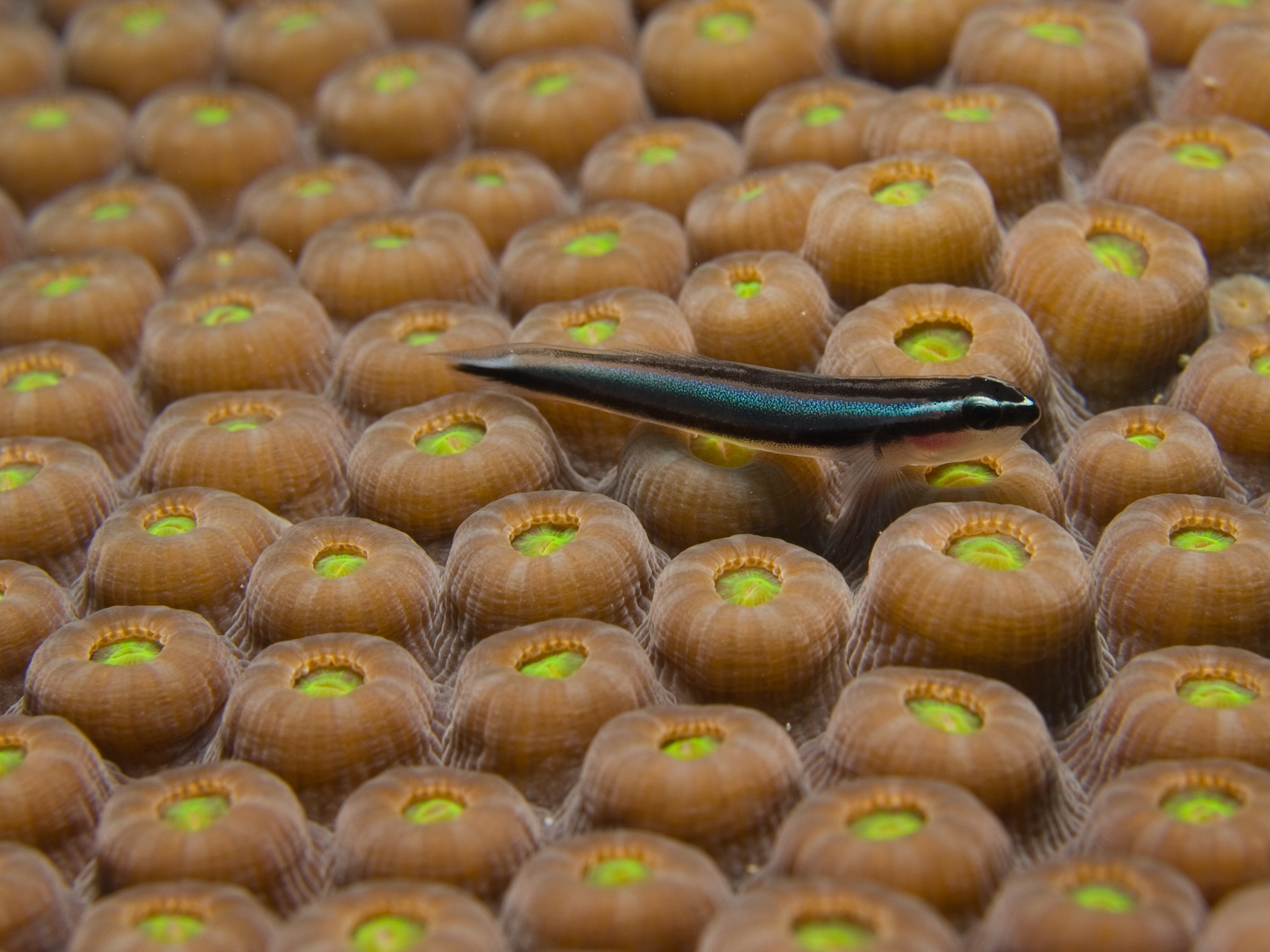
Elacatinus oceanops
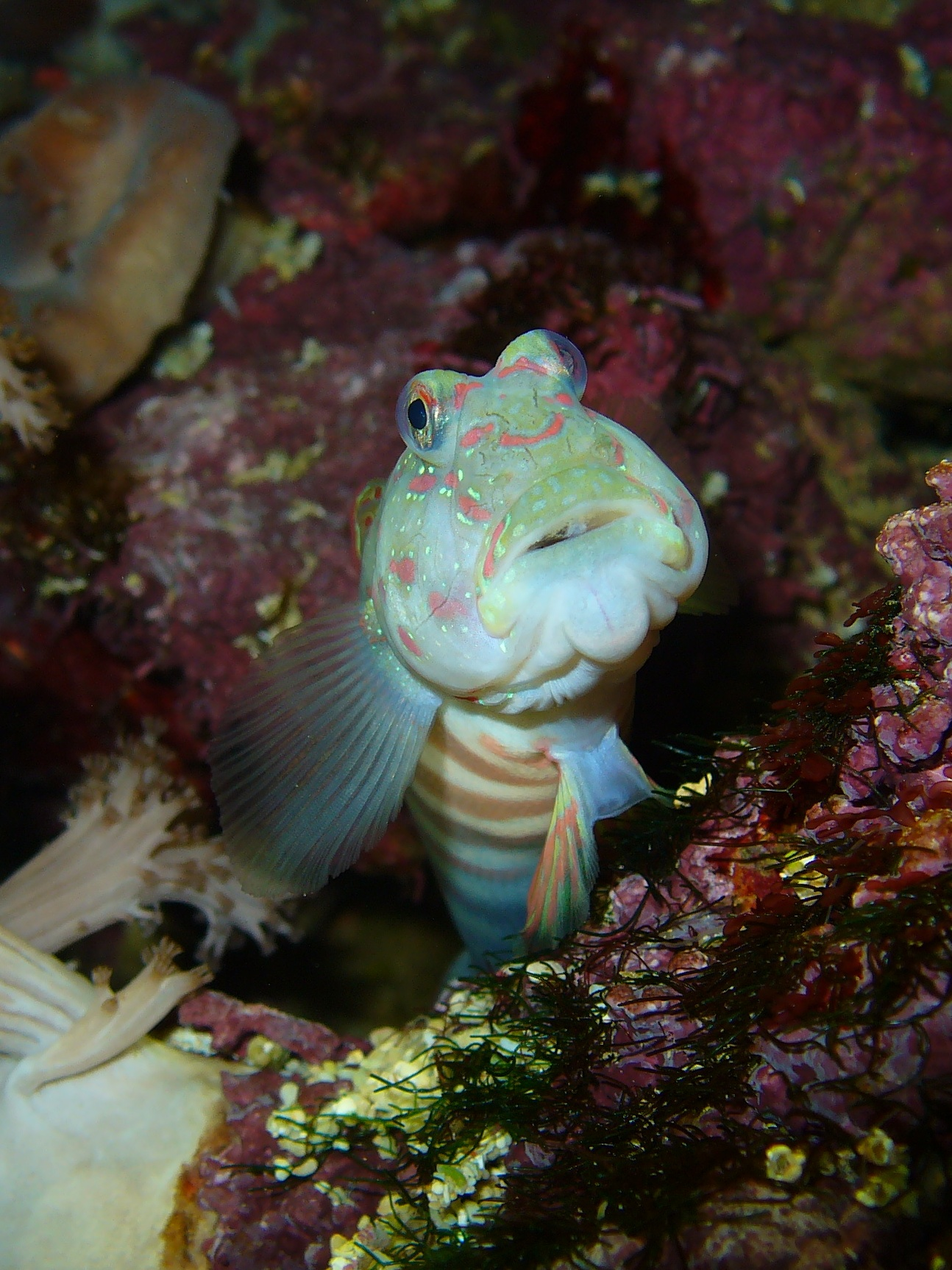
Gobius melanopus
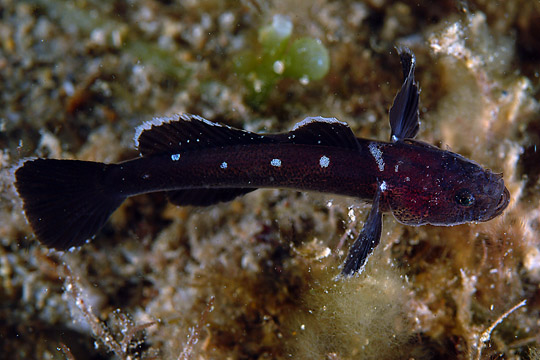
Didogobius schlieweni